# مجلة جامعة أم القرى لعلوم الشريعة واللغة العربية وآدابها
مجلة جامعة أم القرى لعلوم الشريعة واللغة العربية وآدابها، إحدى المجلات العلمية المحكمة الصادرة عن جامعة أم القرى بمكة المكرمة في المملكة العربية السعودية.

## هدفها
مساعدة الباحثين وإتاحة الفرصة أمامهم لنشر نتاجهم العلمي في مختلف مجالات المعرفة وفروعها.

## اهتماماتها الموضوعية
- البحوث والدراسات العلمية المتميزة بالجدة والأصالة وعدم أسبقية النشر أو التقدم بها لأجله.
- القيام بترجمة البحوث العلمية المناسبة وذات العلاقة.
- عرض الكتب ومراجعاتها.
- إعداد تقارير حول المؤتمرات والمنتديات وغيرها من النشاطات العلمية.
- إعداد تقارير ختامية عن البحوث العلمية الممولة من الجامعة وغيرها.[2]

## شروط النشر
- تقديم أربعة نسخ مطبوعة من البحث، وإرفاق نسخة على قرص مرن (ديسك).
- إرفاق ملخصين لا تتجاوز عدد كلماتهما 200 كلمة باللغتين العربية والإنجليزية.
- أن توضع أصول الأشكال والصور على حدة.
- أن يقدم الباحث ملخص لسيرته العلمية.
- اعتماد طريقة علمية واحدة في الإحالات المرجعية على أن تكون برقم تسلسلي واحد.[3]

## وصلات خارجية
- مجلة جامعة أم القرى لعلوم الشريعة واللغة العربية وآدابها